# Biblioteca civica centrale di Torino
La Biblioteca civica centrale di Torino è una delle maggiori biblioteche della città e conserva ampie raccolte librarie.

## Storia
La Biblioteca pubblica comunale della Città di Torino (l'attuale Biblioteca civica centrale) fu inaugurata il 22 febbraio 1869, nei locali un tempo occupati dagli uffici dell'Insinuazione, siti al primo piano di Palazzo civico.
La sua istituzione fu opera dell'attività instancabile e risoluta di Giuseppe Pomba, editore dal 1815 al 1850 e consigliere comunale dal 1848 al 1876, anno della sua morte. In un avviso a stampa datato 28 maggio 1855, indirizzato al sindaco Giovanni Notta e ai colleghi consiglieri, Pomba evidenziò la necessità che la Città si dotasse di una propria biblioteca, «aperta in quelle ore in cui l'artista ed il manifatturiere possono più facilmente frequentarla», dotata di tutte «le opere moderne d'uso generale», possibilmente in più esemplari, la quale sarebbe divenuta un utilissimo complemento alle scuole serali tecnico-professionali e un'occasione di arricchimento per tutte le classi di cittadini. Pomba, che non ignorava le difficoltà connesse al reperimento dei fondi necessari alla costituzione della raccolta libraria e all'allestimento di una sede confacente, propose inoltre l'apertura di una sottoscrizione volontaria tra i cittadini, «per oblazioni in libri o in danaro». La situazione socio-economica in cui si trovava a operare l'amministrazione cittadina presentava infatti più ombre che luci: i costi delle guerre di Indipendenza, le spese necessarie all'ampliamento e all'abbellimento della città (che si preparava a diventare la capitale di un'Italia unita, almeno fino all'annessione di Roma) e la costante minaccia di calamità quali carestie ed epidemie di colera, avevano avuto funeste ripercussioni sulle finanze comunali. Furono comunque nominate tre differenti Commissioni (nel 1855, nel 1863 e nel 1865), con il compito di vagliare l'opportunità della creazione di una biblioteca, le finalità e l'organizzazione complessiva della medesima. Dopo ripetuti rinvii e alcune sospensioni, il Consiglio comunale nella seduta del 7 gennaio 1866 deliberò finalmente l'istituzione della Biblioteca. Furono ancora necessari tre anni di lavori: infine la sala di lettura fu aperta all'uso pubblico e Pomba, nominato bibliotecario onorario, ebbe l'onore di pronunciare il discorso inaugurale.

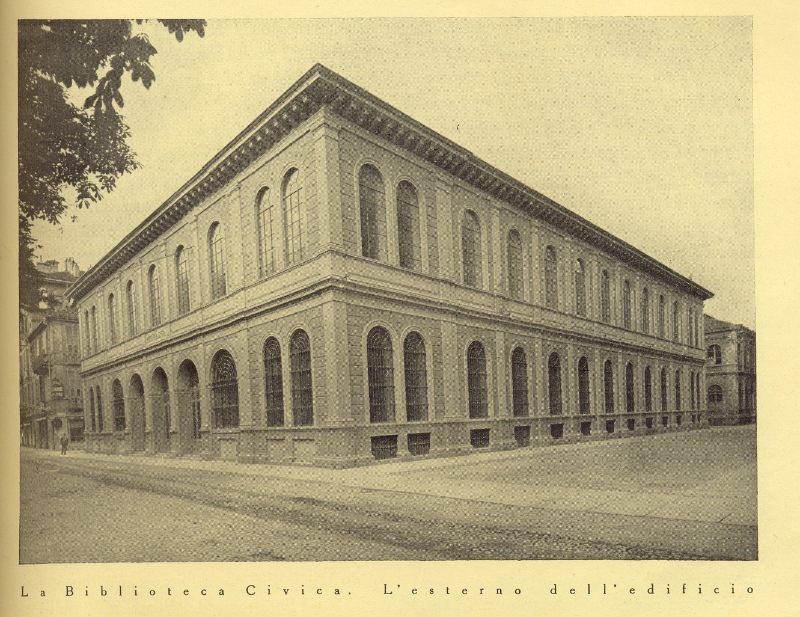
La facciata della vecchia sede

La Biblioteca civica rappresentò la prima realizzazione, sul territorio italiano, di quella proposta di biblioteca pubblica affermatasi a partire dalla metà del XIX secolo in Gran Bretagna: caratteri fondanti erano la completa accessibilità garantita a tutti i cittadini, l'istituzione e il funzionamento a totale carico della finanza pubblica locale, la creazione di «un archivio di memorie relative alla città».
La dotazione libraria dovette rispondere fin dalle origini a precise esigenze, legate alla formazione delle classi borghesi e operaie. L'attenzione per la contemporaneità poneva in secondo piano l'interesse per i volumi prodotti nei primi secoli della stampa, sebbene tra i testi posseduti al momento dell'apertura non mancassero edizioni di un qualche pregio antiquario. Dopo il 1869 cominciarono a pervenire cospicue donazioni: famiglie nobili ed esponenti dell'alta borghesia vollero onorare la propria città con l'omaggio delle loro librerie private. Nel volgere di un ventennio, grazie agli acquisti e ai lasciti, la Biblioteca vide il proprio patrimonio documentario quadruplicato (da 20.000 volumi circa a poco meno di 81.000), e arricchito anche da volumi di particolare pregio.

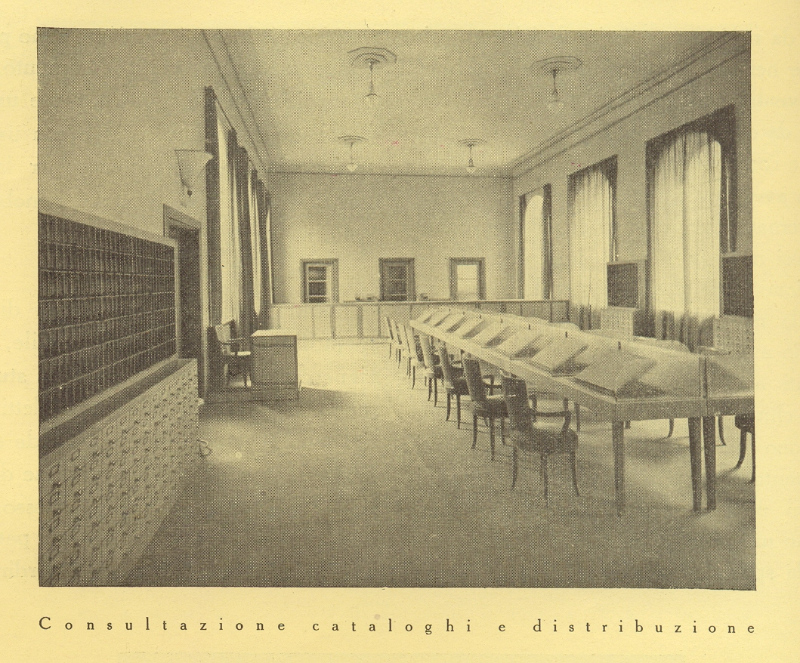
La sala consultazione e cataloghi nel 1929

L'accrescimento delle raccolte e l'aumento dei frequentatori pose l'urgente necessità di provvedere a una nuova sede, ma considerazioni di carattere finanziario fecero piuttosto propendere per l'ampliamento dei locali all'interno di Palazzo civico. Solamente nel 1929 la Biblioteca poté essere trasferita in una sede più spaziosa, nei locali un tempo occupati dagli Archivi di Guerra e Marina, in corso Palestro angolo via della Cittadella.
La notte tra il 7 e l'8 agosto 1943 l'edificio fu distrutto dalle bombe degli aerei anglo-americani; i libri superstiti - la maggior parte, in quanto il magazzino librario non fu colpito da spezzoni incendiari - vennero ricoverati in casse nelle cantine dell'edificio ormai divenuto inagibile. Nel marzo 1948 essi furono nuovamente messi a disposizione del pubblico nel salone del Parlamento italiano, nell'ala ottocentesca di Palazzo Carignano. Questa sistemazione, del tutto inidonea, si protrasse fino al 3 novembre 1960, quando fu inaugurata, alla presenza del Presidente della Repubblica Giovanni Gronchi, la nuova sede della Biblioteca civica centrale. Sorto sulla stessa area del precedente, questo edificio, progettato dall'ingegnere comunale Mario Daprà, fu il primo, in Italia, a essere ideato e realizzato appositamente per una biblioteca del tipo e delle dimensioni della Civica torinese. La facciata prospiciente via della Cittadella fu decorata con una scultura astratta in bronzo, opera di Franco Garelli (1909-1973), attorniata da bassorilievi in pietra raffiguranti i diversi campi del sapere.
I tre piani aperti al pubblico e i dodici piani della torre libraria, destinati alla conservazione del materiale documentario, oggi non sono più in grado di garantire ai propri utenti quei servizi e quelle opportunità che caratterizzano le moderne biblioteche pubbliche del mondo occidentale.
 Per tale motivo è stato realizzato il progetto di una nuova sede, in grado di offrire alla città non solo un centro culturale e informativo, predisposto per il miglior uso delle nuove tecnologie, ma anche un luogo di incontro di persone e di idee.

## Patrimonio
La biblioteca possiede 541.523 volumi, 8.040 periodici (di cui 963 correnti), 1.697 audiovisivi (DVD, CD-ROM, videocassette), 250 periodici microfilmati, 8.400 opere registrate per il servizio non vedenti (dati aggiornati al 31 dicembre 2008).
Conserva inoltre più di 30.000 lettere autografe, oltre 2.000 manoscritti (tra cui quelli di Amedeo Avogadro, Vincenzo Gioberti e Giovanni Faldella), 67 incunaboli e 1.600 cinquecentine; una sezione raccoglie numerose edizioni curate da Giovanni Battista Bodoni.

## Sistema bibliotecario urbano
Agli inizi degli anni Settanta del Novecento la preesistente rete di biblioteche popolari circolanti ospitate all'interno di edifici scolastici fu dismessa e sostituita da un moderno sistema di biblioteche di zona, oggi denominato Sistema bibliotecario urbano.

## Galleria d'immagini

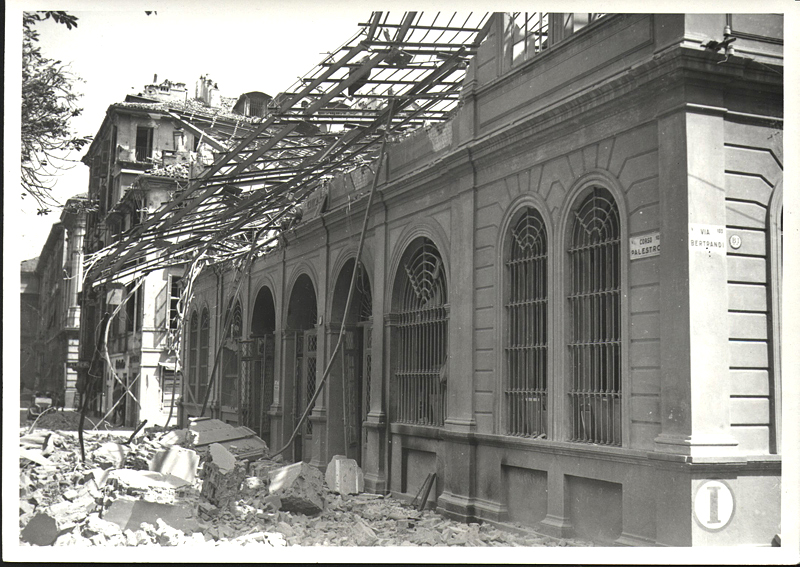
La Biblioteca civica dopo il bombardamento del 1943
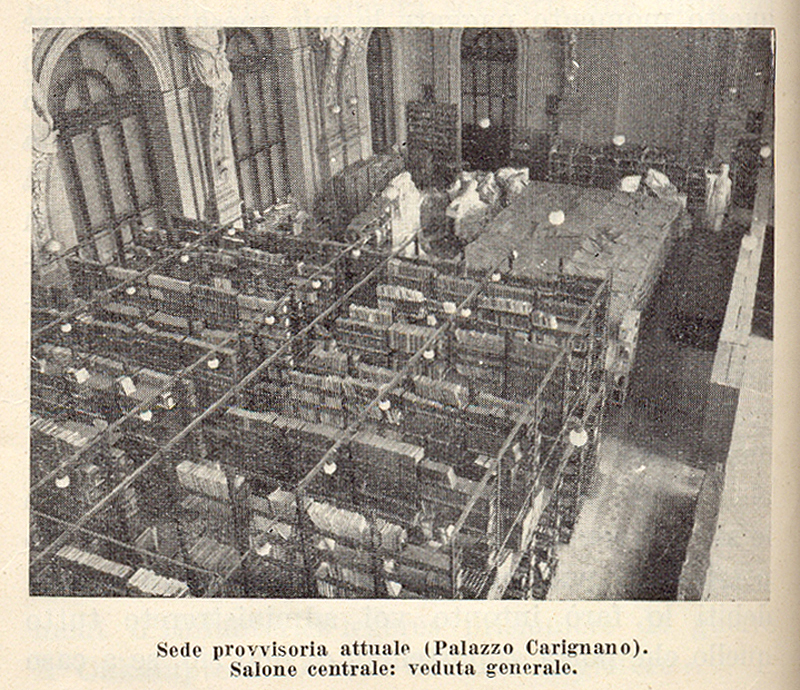
La sede provvisoria della Biblioteca civica presso Palazzo Carignano
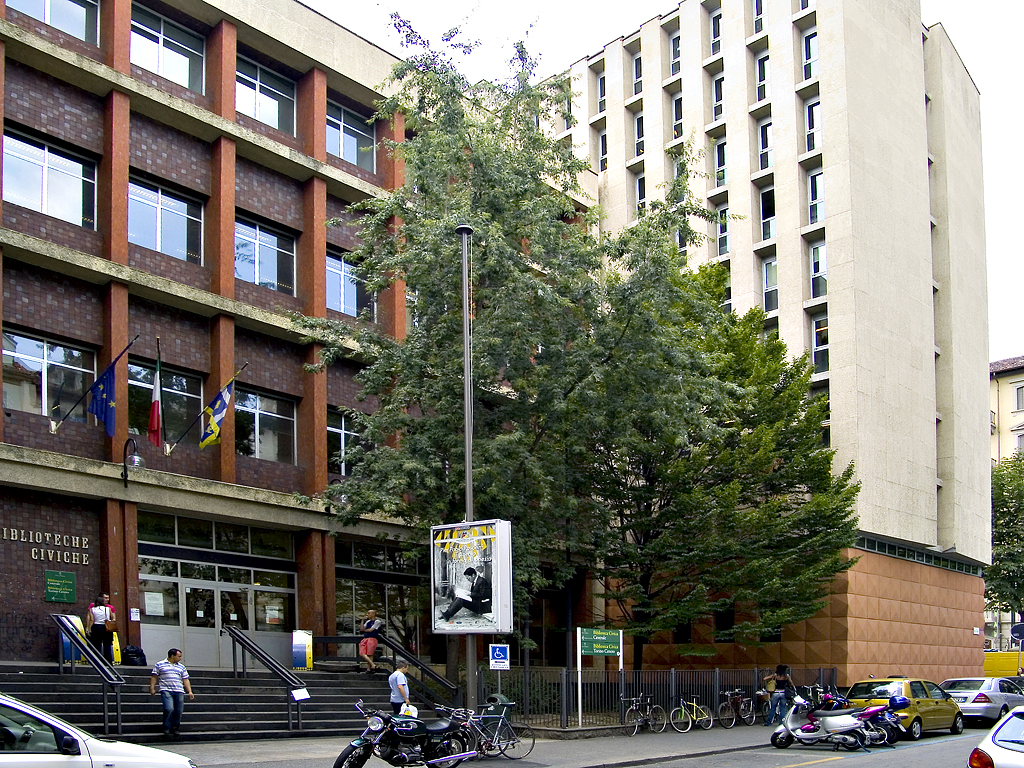
L'attuale facciata della Biblioteca civica
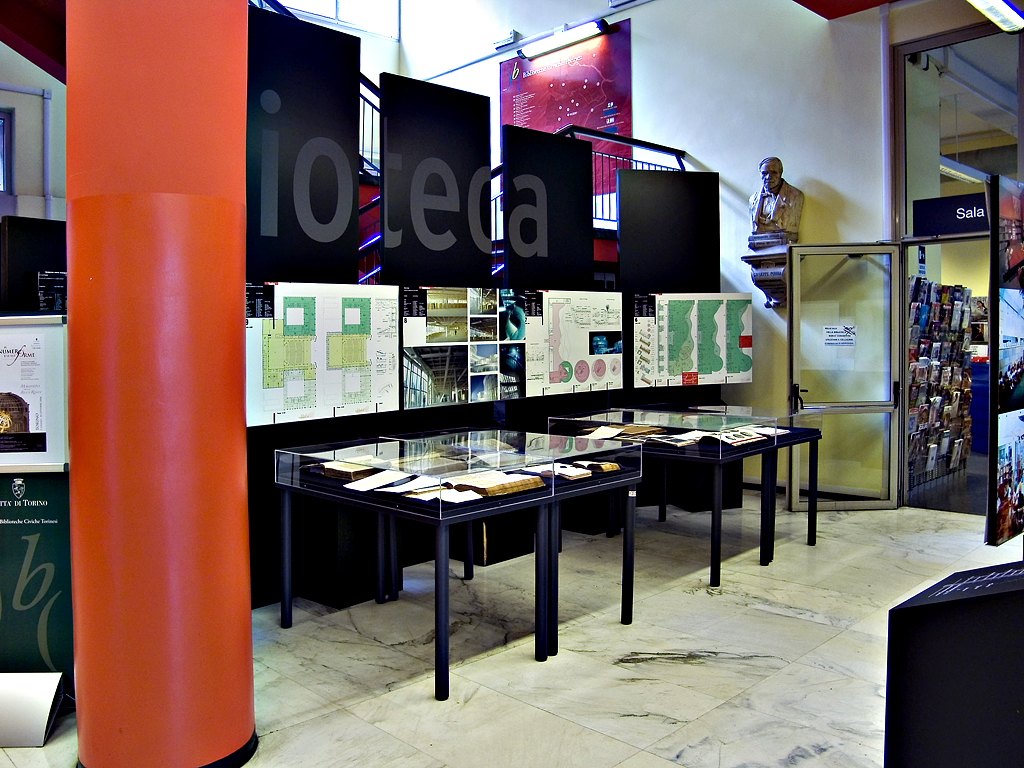
L'atrio della Biblioteca civica

## Bibliografia

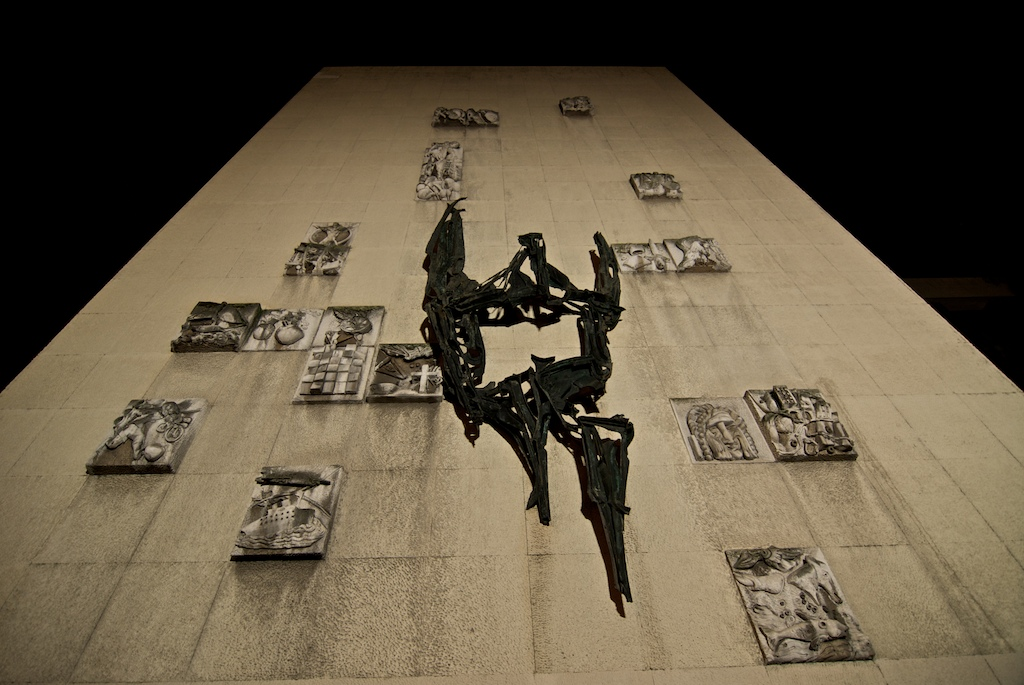
La facciata